# رضا سیدحسینی
رضا سیّد حسینی (۲۲ مهر ۱۳۰۵ – ۱۱ اردیبهشت ۱۳۸۸) نویسنده و مترجم ایرانی بود.
سیدحسینی همچنین سرپرست و عضو اصلی تألیف و ترجمهٔ مجموعهٔ شش جلدی فرهنگ آثار بوده‌است.

## زندگی
مادر رضا سيدحسينی اشراف‌زاده بود ولی مانند پدرش خواندن و نوشتن نمی‌‌‌دانست. وی پيش از دبستان يک واژه فارسی حرف نزده بود. در پانزده سالگی با ورود روس‌ها به اردبيل به مجله‌های خارجی و از جمله تركی دست يافت و کار ترجمه را از شانزده سالگی با ترجمه از ترکی آذربایجانی و ترکی استانبولی آغاز کرد.سیدحسینی می‌نویسد: 
خواندن کتاب رابا عشقی دیوانه وار از کلاس پنجم دبستان آغاز کردم و چون کتاب کلیله و دمنه گران بود، به ناچار آن‌را برای خودم رونویسی  نمودم.
هنگامی که روس‌ها  در سال ۱۳۲۰ آذربایجان را اشغال نمودند، او پانزده ساله بود. 
در شهر ما [اردبیل] قرائت خانه‌ای علم شد که روزنامه «وطن یولوندا» را که در باکو با خط فارسی مخصوص آذربایجان اشغالی چاپ می‌شد در آنجا می‌خواندیم.
يک قطعه ادبی در "وطن يولوندا" (در راه وطن) بود، ترجمه كردم و بردم گذاشتم روی ميز سردبير روزنامه "جودت" كه در اردبيل منتشر می‌شد و در رفتم. بعد ديدم چاپ شده.»
طبق مصاحبه‌ای که رضا سیدحسینی در پاییز ۱۳۷۸ با مجله‌ی مترجم انجام داد،‌ گفت اولین هیجان نسبت به شعر را وقتی احساس کرده که آقای فاضلی، معلم خطشان، در آغاز بهار وقتی پس از تعطیلات نوروزی به مدرسه رفتند، روی تخته سیاه این شعر را نوشته است: «علم دولت نوروز به صحرا برخاست».
وی پس از گذراندن تحصیلات مقدماتی به مدرسه پست و تلگراف تهران رفت و سرگرم خواندن رشته ارتباطات دور شد. سپس برای تکمیل مطالعات خود به پاریس رفت. چندی نیز در دانشگاه دانشگاه کالیفرنیای جنوبی آمریکا به تحصیل فیلم‌سازی پرداخت. سپس به ایران بازگشت و به فراگیری عمیق‌تر زبان فرانسه و فارسی نزد استادانی همچون عبدالله توکل، پژمان بختیاری، پرویز ناتل خانلری و انجمن ايران و فرانسه پرداخت. در ضمن، مبانی نقد فلسفه هنر و ادبیات نیز در آموزشکدهٔ تئاتر تدریس می‌کرد و طی دوره‌هایی پیاپی سردبیری مجله سخن را به عهده داشته‌است. همچنین، در اداره مخابرات و رادیو و تلویزیون هم خدمت می‌کرد. از همان دوران بود که به طور جدی به کار ترجمه پرداخت.
در دوران جوانی در زمینه روان‌شناسی کتابی ترجمه کرده با عنوان «پیروزی فکر» که بسیار مورد توجه قرار گرفت به‌طوری‌که حدود بیست یا سی بازچاپ شد و هنوز هم می‌شود. حال آنکه دیگر ترجمه‌هایش همچون ترجمه «شاهکارهای دنیا» یا «طاعون» آلبر کامو این قدر علاقه‌مند نداشت. این کتاب (پیروزی فکر) که مربوط به روان‌شناسی پیشافرویدی است دربردارنده پندهایی است که انسان را به اندیشه و ژرفنگری وامی‌دارد.

## درگذشت
رضا سیدحسینی، پس از تحمل یک دوره طولانی بیماری، در سن ۸۲ سالگی در بیمارستان ایران‌مهر تهران درگذشت. علت مرگ این مترجم عفونت ریه اعلام شد. وی از ۱۶ فروردین به علت ضعف عمومی و عفونت شدید ریه در بخش مراقبت‌های ویژه بیمارستان ایران‌مهر تهران بستری بود و چند بار به حالت اغما فرورفت.

## آثار
سیدحسینی مکتب‌های ادبی را در ۱۳۳۴ منتشر و اين اثر را در ۴۲ سال پيوسته تكميل كرد و چاپ سیزدهم آن در ۱۷۰۰ صفحه منتشر شد، وی همچنین نقش بسیار مهمی نیز در انتشار فرهنگ آثار (۱۳۷۸–۱۳۸۳) ایفا کرد و علاوه بر سرپرستی، ترجمهٔ بیش از سیصد مقاله کوتاه و بلند آن را برعهده گرفت؛ این اثر سترگ با همکاری اسماعیل سعادت، احمد سمیعی، ابوالحسن نجفی، جواد حدیدی و عده‌ای دیگر از مترجمان برگزیده در شش مجلد به چاپ رسید.
دربارهٔ ترجمه‌های سیدحسینی در کتاب تاریخ ترجمهٔ ادبی از فرانسه به فارسی، اثر محمدجواد کمالی، چنین می‌خوانیم: «رضا سیدحسینی با زبان ترکی استانبولی کاملاً آشنا بود و دوستش عبدالله توکل نیز فرانسه می‌دانست. آن‌ها به اتفاق از سال ۱۳۲۶، با توجه به وضعیت حاکم بر بازار کتاب و اقبال به ادبیات عامه‌پسند، شش اثر را از طریق این دو زبان به فارسی درآوردند؛ از جمله: بیست و چهار ساعت از زندگانی یک زن و مالک سانفرانسیسکو از اشتفان تسوایگ؛ زن و بازیچهٔ او از پیر لوئی، دختر چشم‌طلایی از بالزاک، مکتب زنان و در تنگ از آندره ژید. سیدحسینی در این فاصله به کمک توکل کمی فرانسه یادگرفت. البته خوش‌اقبالی دیگری هم داشت زیرا در مدرسه‌ای که درس می‌خواند، پژمان بختیاری ناظم و معلم فرانسه بود. با شرکت در کلاس‌های او، کم‌کم به مرحله‌ای رسید که توانست مستقلاً از فرانسه ترجمه کند. او آثار ادبی زیادی را از زبان فرانسه به فارسی برگرداند، از جمله: معشوقه‌های من از موریس دوکُبرا، غوغای ژوئیه از ارسکین کالدول، لایم لایت از چارلی چاپلین، بهار کشنده از لاژوس ژیلاهی، طاعون اثر آلبر کامو، مدراتو کانتابیله از مارگریت دوراس، ضدخاطرات با همکاری ابوالحسن نجفی و امید از آثار آندره مالرو؛ بهانه‌ها و بهانه‌های تازه از آندره ژید و در دفاع از روشنفکران از ژان پل سارتر. او با همکاری جلال خسروشاهی کتاب‌های ترجمه شده‌ای از زبان ترکی نیز دارد که مهمترین آن‌ها عبارتند از: آنسوی کوهستان از یاشار کمال، آخرین شعرها از ناظم حکمت و مرگ عزیز بیعار از لطیفه تکین..»

## افتخارات
رضا سیدحسینی مترجم پیش‌کسوت در سال ۱۳۸۰ عنوان چهره ماندگار را به خود اختصاص داد.
نشان شوالیه پالم آکادمیک فرانسه در سال ۲۰۰۰ نیز از جوایز جهانی این مترجم در حوزه ادبیات می‌باشد. از دیگر ایرانیانی که پس از سیدحسینی این نشان را دریافت کرده‌اند می‌توان محمدعلی سپانلو و احمد کامیابی مسک را نام برد. 

## نکوداشت
مراسم تکریمی توسط بنیاد نخبگان استان اردبیل در سال ۱۳۹۵ با حضور جمعی از چهره های علمی و فرهنگی کشور، شاگردان ایشان و استعدادهای برتر برگزار شد.